# Карипско море
Карипско море (шп. Mar Caribe; фр. Mer des Caraïbes) одвојено је од Атлантског океана острвима Кариба која се протежу у луку од Мексичког залива па готово до Венецуеле. Карипско море се налази у тропском подручју западне хемисфере. Оно је ограничено Мексиком и централном Америком на западу и југозападу, на северу Великим Антилима почевши од Кубе, на истоку Малим Антилима, и на југу северном обалом Јужне Америке. Карипско море, као и карипска острва добили су име по Карибима, народу који су шпански освајачи по свом доласку затекли на Малим Антилима.
Целокупна област Карипског мора, бројна острва Западне Индије, и суседне обале, се колективно називају Карибима. Карипско море је једно од највећих мора и има површину од око 2.754.000 km² . Најдубља тачка мора је Кајманска бразда, измећу Кајманских острва и Јамајке, која је 7.686 m (25.220 ft) испод нивоа мора. Карипска обала има много затона и залива: Гонавски залив, Венецуелански залив, Дариенски залив, Москитос залив, Паријски залив и Хондурашки залив.
Карипско море има други по величини баријерни гребен, Месоамерички баријерни гребен. Он се протеже у распону од 1000 km дуж обала Мексика, Белиза, Гватемале, и Хондураса.

## Становништво
Кариби су шарена мешавина народа којих има око 35 милиона. Поред Шпанаца, на различитим карипским острвима живе и Креоли, Мулати и Индијци. Туристички водичи у Доминиканској Републици знају рећи, да не постоји неки народ на Земљи који код њих није оставио свој генетички отисак. Главни језици Кариба су шпански и енглески. Поред тога, на Хиспаниоли у држави Хаити се говори француски, а уз то и различити креолски језици. Говори се и холандски

## Геологија
Карипско море је океанско море које је великим делом смештено на Карипској плочи. Само северозападни део, који је са друге стране кајманског канала, лежи на Северноамеричкој плочи. Карипско море је одвојено од океана путем неколико острвских лукова различитих старости. Најмлађи се простиру од Малих Антила до Девичанских острва и на североисток до Тринидада и Тобага поред обале Венецуеле. Овај лук је формиран колизијом Јужноамеричке плоче са Карипском плочом и обухвата активне и угашене вулкане као што су Мон Пеле, Квил на Светом Еустахију у Карипској Холандији и Морн Тојс Питонс на Доминици. Највећа острва у северном делу мора, Куба, Хиспаниола, Јамајка и Порторико, леже на старијем острвском луку.
Геолошко доба Карипског мора се процењује да је између 160 и 180 милиона година и формирано је хоризонталним преломом који је поделио суперконтинент звани Пангеа у мезозоичној ери. Сматра се да је протокарипски басин постојао током девонског периода. У раним померањима Гондване ка северу током креде и њеним спајањем са Евроамериком дошло је до смањења величине басина. Следећи стадијум формирања Карипског мора је почео у тријасу. Моћан рифт је довео до формирања уских корита, која се протежу од модерног Њуфаундленда до западне обале Мексичког залива чиме су формиране силицикластичне седиментне стене. У раној јури услед моћне морске трансгресије, вода је продрла у садашњу област Мексичког залива креирајући пространи плитки базен. До појаве дубоког басина Кариба је дошло током рифта средње јура. Појава тих басина је означила почетак Атлантског океана и допринела је деструкцији Пангаје на крају касне јуре. Током креде Кариби су попримили облик сличан данашњем. У раном палеогену услед морске трансгресије Кариби су се одвојили од Мексичког залива и Атлантског океана путем земљишне масе острва Куба и Хаити. Кариби су задржали такав облик током већег дела кенозоика до холоцена кад су растући нивои воде океана обновили комуникацију са Атлантским океаном.
Карипско дно се састоји од подокеанских седимената од дубинске црвене глине у дубоким басенима и коритима. На континенталним падинама и гребенима се налазе кречњачки наноси. Глинени минерали су вероватно депоновани посредством копнених река Ориноко и Магдалена. Депозити на дну Карипског мора и Мексичког залива имају дебљину од око 1 km (0,62 mi). Горњи седиментарни слојеви су везани за период од мезозоика до кенозоика (од пре 250 милиона година до данас), а нижи слојеви су од палеозоика до мезозоика.
Дно Карипског мора је подељено у пет басина међусобно раздвојених подводним гребенима и планинским ланцима. Вода Атлантског океана улази у Карибе кроз пролаз Анегада који лежи између Малих Антила и Девичанских острва и кроз пролаз Виндворд лоциран између Кубе и Хаитија. Јукатански |канал између Мексика и Кубе повезује Мексички залив са Карибима. Најдубља тачка мора лежи у Кајманској бразди са дубином која досеже око 7.686 m (25.220 ft). Упркос тога, Карипско море се сматра релативно плитким морем у поређењу са другим воденим телима.
Притисак Јужноамеричке плоче на исток Кариба узрокује да регион Малих Антила има високо изражену вулканску активност. Дошло је до веома озбиљне ерупције вулкана Мон Пеле 1902. године, која је узроковала велики број жртава.
Дно Карипског мора исто тако садржи два океанска рова: Кајманску бразду и Порториканску бразду, који стављају ово подручје под висок ризик од земљотреса. Подводни земљотреси представљају опасност од стварања цунамија који могу да имају девастирајуће ефекте на Карипска острва. Научни подаци показују да је током задњих 500 година дошло до десетак земљотреса јачине изнад 7,5 степени. У најближој прошлости, земљотрес од 7,1 степени је потресао Хаите 12. јануара 2010.

## Океанографија
Хидрологија мора испољава висок ниво хомогености. Годишње варијације месечних просека температуре воде на површини не премашују 3 °C (5,4 °F). Током задњих педесет година Кариби су прошли кроз три стадијума: хлађење до 1974; хладна фаза са врхунцима током 1974–1976 и 1984–1986; и затим фаза отопљавања са повећањем температуре од 0,6 °C (1,1 °F) годишње. Виртуално сви температурни екстреми су повезани са феноменима Ел Нињо и Ла Ниња. Салинитет морске воде је око 3,6% и њена густина је 1.023,5—1.024,0 kg/m3 (63,90—63,93 lb/cu ft). Боја површинске воде је плаво-зелена до зелене.
Дубина Кариба у њиховом ширем безену и температура дубоке воде су слични са онима у Атлантику. Сматра се да се Атлантске дубоке воде мешају са Карипским и доприносе општим дубоким водама мора. Површинска вода (100 м) делује као продужетак северног Атлантика пошто Гвајанска струја и део Северноекваторијалне струје улазе у море на истоку. На западној страни мора пасати утичу на северну струју која узрокује подизање дубинске воде, и богато рибарство близу Јукатана.

## Екологија
Кариби су дом за око 9% светских коралних гребена који покривају око 50.000 km2 (19.000 sq mi), највећи део којих је лоциран у близини Карипских острва и централно америчке обале. Међу њима се издваја Корални гребен Белиза са површином од 963 km2 (372 sq mi) који је био декларисан делом светске баштине 1996. године. Он формира део великог Мајанског гребена такође познатог као МБРС и који је преко 1.000 km (600 mi) дугачак и други је по дужини у свету. Он се простире дуж Карипских обала Мексико, Белиза, Гватемале и Хондураса.
Током задњих десетак година, необично топле Карипске воде све више прете Карипском коралном гребену. Корални гребени подржавају нека од најразноврснијих морских станишта на свету, али су они крхки екосистеми. Кад тропска вода постане необично топла током дужег временског периода, микроскопске биљке зване зооксантела, које су симбиотски партнери који живе унутар коралних полипних ткива, изумиру. Ове биљке обезбеђују храну за корале, и дају им боју. Исход умирања и расипања тих мајушних биљки се назива избјељивање корала, што може довести до разарања великих подручја гребена. Преко 42% корала је потпуно избељено а 95% доживљава неки вид избељавања. Историјски се сматрало да Кариби садрже 14% светских коралних гребена.
Станишта која подупиру гребени критична су за такве туристичке активности као што су риболов и роњење, и обезбеђују годишњу економску вредност карипским земљама од УС$ 3,1–4,6 милијарде. Наставак уништења гребена би могао да нанесе озбиљну штету економији региона. Протокол Конвенције за заштиту и развој морске средине ширег карипског региона је ступио на снагу 1986. године с циљем заштите разних енгогених Карипских морских врста путем забране људских активности којима би се поспешила и наставила деструкција таквог морског живота у разним областима. До сада је овај протокол ратификовало 15 земаља. Исто тако, основано је неколико добротворних организација за очување морског живота на Карибима, као што је Карипска конзерваторска корпорација која настоји да проучава и заштити морске корњаче путем образовања људи о њима.
У вези са горенаведеним, Институт за морске науке и лимнологију Националног аутономног универзитета у Мексику, спроводи регионалне студије, које финансира Одељење за техничку сарадњу Међународне агенције за нуклеарну енергију, и у чему учествују специјалисти из 11 латинско америчких земаља (Колумбија, Костарика, Куба, Гватемала, Хаити, Хондурас, Мексико, Никарагва, Панама, Доминиканска Република, Венецуела плус Јамајка). Налази индицирају да тешки метали као што су жива, арсен, и олово, били идентификовани у обалској зони Карипског мора. Анализа токсичних метала и угљеноводоника је базирана на истраживању приобалних седимената који су се акумулирали на мање од 50 m дубине током задњих педесет година. Резултати пројекта су представљени у Бечу у форуму „Питања у вези с водом”, и 2011. године на Генералној конференцији поменуте мултилатералне организације.

## Време
Карипско време је под утицајем Голфске и Хумболтове океанске струје. Тропска локација овог мора помаже води да остане топла, са температурама у опсегу 21—26 °C (70—79 °F) у зависности од сезоне.
Кариби су фокална област многих урагана унутар Западне хемисфере. Низ система ниског притиска се развија од западне обале Африке и пролази кроз Атлантски океан. Иако већина ових система не постаје тропска олуја, неки то чине. Тропске олује се могу развити у атлантске урагане, често у подручјима ниског притиска на источном Карибима. Карипска сезона урагана у целини траје од јуна до новембра, при чему већина урагана настаје током августа и септембра. У просеку буде око 9 тропских олуја сваке године, при чему 5 досеже ураганску јачину. Према подацима Националног центра за урагане 385 урагана се формирало у Карибима између 1494 и 1900.
Сваке године урагани представљају потенцијалну претњу за Карипска острва, због изузетно деструктивне природе ових моћних временских система. Корални гребени се лако могу оштетити насилним таласним дејством и могу се уништити када ураган одлаже песак или блато на гребен. Када се ово деси, корални организми се загуше, гребен умире, и на крају се разбије.

## Флора и фауна
Овај регион има висок ниво биоразноврсности и многе врсте су ендемске за Карибе.

### Вегетација
Вегетација овог региона је углавном тропска али разлике у топографији, земљишту и климатским условима повећавају разноврсност врста. Где постоје порозна кречњачка терасаста острва, она су генерално сиромашна храњивим састојцима. Процењује се да око 13.000 биљних врста расте на Карибима од којих су 6.500 ендемске. На пример, гвајачко (енгл. guaiac) дрво (Guaiacum officinale), чији цветови су национални симбол Јамајке, и Бејахајбна ружа (Pereskia quisqueyana) која је национални цвет Доминиканске републике, и цејба која је национално дрво Порторика и Гватемале. Махагони је национално дрво Доминиканске Републике и Белиза. Кејмито (енгл. caimito) (Chrysophyllum cainito) расте само у карипском подручју. У обалским зонама изобилне су кокосове палме, а у лагунама и естуарима се налазе густе области црног и црвеног мангрова (Rhizophora mangle).
У плитким водама флора и фауна су концентрисани око коралних гребена, где долази до мале варијације водене температуре, чистоће и салинитета. Заветринска страна лагуна пружаја подручја раста за морске траве. Трава корњача (Thalassia testudinum) се често среће на Карибима, као и манатеј трава (Syringodium filiforme), које могу да расту заједно или у пољима појединачних врста на дубинама до 20 m (66 ft). Још једна врста спрудне траве (Halodule wrightii) расте на пешчаним и муљним површинама на дубинама до 5 m (16 ft). У брактичним водама лука и естуара на дубинама мањим од 2,5 m (8 ft 2 in) расте рупија (Ruppia maritima). Представници три врсте који припадају роду Halophila, (Halophila baillonii, Halophila engelmannii и Halophila decipiens) се налазе на дубинама до 30 m (98 ft) изузев Halophila engelmani која не расте испод 5 m (16 ft) и ограничена је на Бахаме, Флориду, Велике Антиле и западни део Кариба. Halophila baillonii је нађена само у Малим Антилима.

## Историја Кариба
Насељавање овог подручја је почело негде током првог миленијума п. н. е. Аравак Индијанци су из данашње Венецуеле прво стигли на Тринидад да би затим од њега кренули у насељавање острво за острвом. Око 1500 година касније, њихов су пут следили ратнички народ Кариба. Како Аравак Индијанци нису били ратници, Кариби су их успели потиснути, тако да су у време доласка белаца Аравак насељавали још само Кубу, Хиспаниолу и Бахаме док су на свим осталим острвима живели Кариби.

### Откривачи и насељеници
Кад се Колумбо, по налогу шпањолске круне, 1492. искрцао на Сан Салвадору, био је пре свега у потрази за златом и другим богатствима. Међутим, народ Аравака није полагао баш никакву пажњу ономе, што су Европљани сматрали богатством. Тако су Кариби били, додуше, насељени, али су конкистадори убрзо прешли на амерички континент. Ускоро су Карибе почели насељавати и Енглези, Холанђани и Французи; чак су Данска и Курландија имали неколико колонија.
У 16. веку су Кариби били призориште гусарења. Мала острва ас бројним увалама пружали су изврсне могућности разним гусарима, али и таквим који су по налогу појединих краљева нападали и пљачкали бродове ривалских нација, за постављање заседа и нападе на претежно шпанске бродове са благом. Порт Ројал на Јамајки као и француско насеље на Тортуги су били права гусарска гнезда.

### Независност
Већина острва постала су независна средином 20. века.

### ИнтервенцијеСАДна Карибима и у Средњој Америци
- Никарагва: 1833, 1854-57, 1896, 1909-10, 1912-25, 1926-33
- Мексико: 1845-48, 1914, 1916-17
- Хондурас: 1896, 1905, 1907, 1911, 1917, 1919, 1924-29
- Куба: 1898, 1901-03, 1906-09, 1912, 1917-19, 1921-23, 1933, 1961
- Панама: 1903, 1908, 1912, 1917-18, 1921, 1989
- Доминиканска република: 1904, 1914, 1916-24, 1965-66
- Хаити: 1915-35, 1944, 1994
- Костарика: 1919
- Гватемала: 1920, 1954
- Гренада: 1983

## Државе које граниче са Карипским морем
- Белизе
- Костарика
- Гватемала
- Хондурас
- Колумбија
- Мексико
- Никарагва
- Панама
- САД
- Венецуела

## Групе острва у Атлантику које се такође сматрају Карибима
- Бахами
- Туркс и Кајкос